# Antrakozaury
Antrakozaury (Anthracosauria) – tradycyjnie wyróżniany rząd wymarłych płazów pierwotnych, należących do parafiletycznej grupy labiryntodontów.
Antrakozaury jako pierwszy wyróżnił w 1929 r. David Watson, nadając im wówczas łacińską nazwę Anthracosauroideae. Watson zaliczył antrakozaury do większej grupy Embolomeri, obejmującej niewielką liczbę rodzajów mięsożernych czworonogów żyjących w karbonie i wczesnym permie, generalnie cechujących się stosunkowo dużymi rozmiarami, długim, węgorzowatym ciałem i małymi kończynami, silnie związanych ze środowiskiem wodnym; Watson zaliczył do Anthracosauroideae wszystkich przedstawicieli Embolomeri poza rodziną Loxommatidae (młodszy synonim Baphetidae, później uznane za bliżej niespokrewnione z Embolomeri i wykluczone z tej grupy).  Nazwy Anthracosauria na określenie grupy jako pierwszy użył w 1934 r. Gunnar Säve-Söderbergh, zaliczając do niej wówczas taksony wcześniej zaliczane do Embolomeri.
Część późniejszych autorów w dalszym ciągu zaliczała do antrakozaurów jedynie przedstawicieli Embolomeri; np. Panchen (1970) zaliczył do wyróżnianego przez siebie podrzędu Anthracosauria jedynie rodziny Anthracosauridae, Archeriidae i Eogyrinidae. Większość autorów (m.in. Alfred Romer) zaczęła jednak zaliczać do antrakozaurów także szereg innych czworonogów uznawanych za bliżej spokrewnione z owodniowcami niż ze współczesnymi płazami, m.in. przedstawicieli grupy Seymouriamorpha; tak szeroko rozumiane antrakozaury zaczęto też uważać za przodków owodniowców. Tak np. Carroll (1988) do wyróżnianego przez siebie rzędu Anthracosauria zaliczył podrzędy Embolomeri (z rodzinami Anthracosauridae, Archeriidae, Eogyrinidae, Eoherpetontidae i Proterogyrinidae), Gephyrostegida (z jedną rodziną Gephyrostegidae) i Seymouriamorpha (z rodzinami Discosauriscidae, Kotlassiidae i Seymouriidae), a także rodziny o niepewnej pozycji filogenetycznej: Lanthanosuchidae, Nycteroleteridae, Tokosauridae (obecnie te trzy rodziny zaliczane są do zauropsydów), Limnoscelidae, Tseajaiidae (obie obecnie zaliczane do diadektomorfów), Chroniosuchidae i Solenodonsauridae. Włączenie tych wszystkich rodzin do antrakozaurów wydłużyłoby okres istnienia grupy aż do środkowego lub późnego triasu.
Carroll (1988) odróżniał tak szeroko rozumiane antrakozaury od temnospondyli na podstawie cech budowy kręgów, czaszki i kończyn. Zarówno u temnospondyli, jak i antrakozaurów trzon kręgu składał się z dwóch elementów, wokół których zachodziło kostnienie – intercentrum, chroniącego rdzeń kręgowy od dołu, oraz składającego się z dwóch części pleurocentrum osłaniającego rdzeń po bokach. Według Carrolla u większości temnospondyli bardziej rozwinięte było intercentrum, zaś pleurocentrum było niewielkie; u antrakozaurów bardziej rozwinięte było pleurocentrum, zaś intercentrum ulegało zmniejszeniu. Benton (2005) uściśla, że u antrakozaurów (w ścisłym tego słowa rozumieniu, tj. głównie u Embolomeri) intercentrum i pleurocentrum były mniej więcej tych samych rozmiarów; intercentrum było natomiast znacznie mniejsze od pleurocentrum u Seymouriamorpha. Według Pawley (2006) w rzeczywistości u większości temnospondyli rozwinięte było zarówno pleurocentrum jak i intercentrum; u niektórych (głównie u stereospondyli) istotnie nastąpiło zmniejszenie pleurocentrum, ale były i takie (Doleserpeton, Peltobatrachus, Fayella), u których to intercentrum ulegało zmniejszeniu. Dowodzi to, że trzon kręgu ze zredukowanym intercentrum wyewoluował niezależnie u kilku różnych linii ewolucyjnych wczesnych czworonogów i tym samym nie jest bezspornym dowodem bliższego pokrewieństwa Seymouriamorpha z Embolomeri niż z temnospondylami. Według Carrolla u temnospondyli dach czaszki jest mocno połączony z kośćmi po bokach czaszki; ich kość płytkowa (os tabulare) jest mała i oddzielona od kości ciemieniowej przez kość nadskroniową (os supratemporale). U antrakozaurów co do zasady dach czaszki był luźno połączony z kośćmi po bokach czaszki (ale nie u wszystkich – np. u sejmurii to połączenie jest mocne); ich kość płytkowa jest duża i styka się z kością ciemieniową (kość płytkowa i ciemieniowa stykają się także u owodniowców i diadektomorfów, a prawdopodobnie także u wszystkich tych lepospondyli, które mają kość płytkową). Panchen (1980) sugerował jednak, że bezpośrednie połączenie kości płytkowej i ciemieniowej powstało niezależnie u Seymouriamorpha i antrakozaurów w węższym rozumieniu (Embolomeri i Gephyrostegidae) w wyniku różnych procesów ewolucyjnych; potwierdzenie lub odrzucenie tej hipotezy zależy m.in. od ustalenia, czy Seymouriamorpha były bliżej spokrewnione z temnospondylami czy z Embolomeri (różne analizy kladystyczne dają na to pytanie różne odpowiedzi – patrz niżej). Według Carrolla temnospondyle i antrakozaury różnią się też liczbą palców. Temnospondyle miały po cztery palce na każdej z kończyn przednich i po pięć palców na każdej z kończyn tylnych; na każdej z kończyn palec I składa się z dwóch paliczków, a pozostałe – z trzech. Antrakozaury miały po pięć palców na każdej z kończyn. Na kończynach przednich palec I składał się z dwóch paliczków, palec II i V – z trzech, palec III – z czterech, a palec IV – z pięciu; palce I–IV kończyn tylnych były zbudowane z takiej samej liczby paliczków, natomiast palec V miał co najmniej jeden paliczek więcej.
Antrakozaury w szerszym rozumieniu nie tworzą kladu; wiadomo, że przynajmniej niektóre z grup tradycyjnie zaliczanych do Anthracosauria są bliżej spokrewnione z owodniowcami niż z innymi „antrakozaurami”. Nie jest natomiast pewne, czy klad tworzą antrakozaury w węższym rozumieniu, obejmujące jedynie Embolomeri i być może także rodzinę Gephyrostegidae. Np. z analizy kladystycznej przeprowadzonej przez Paton i współpracowników (1999) wynika, że Embolomeri i rodzina Gephyrostegidae tworzą monofiletyczną grupę, do której nie należą żadne inne czworonogi (z wyjątkiem rodzaju Crassigyrinus). Inne analizy kladystyczne sugerują bliższe pokrewieństwo Gephyrostegidae z owodniowcami niż z Embolomeri. Ze wszystkich tych analiz wynika bliższe pokrewieństwo Seymouriamorpha z owodniowcami niż z Embolomeri i Gephyrostegidae.
Niepewna jest też pozycja filogenetyczna grup tradycyjnie zaliczanych do antrakozaurów – Embolomeri, Gephyrostegidae i Seymouriamorpha – w obrębie czworonogów. Tradycyjnie taksony te były uznawane za przedstawicieli grupy koronnej czworonogów (tj. kladu obejmującego ostatniego wspólnego przodka współcześnie żyjących płazów i owodniowców oraz wszystkich jego potomków) bliżej spokrewnionych z owodniowcami niż ze współczesnymi płazami. Szereg analiz kladystycznych wykazał, że owodniowce i diadektomorfy mają bliższego ostatniego wspólnego przodka z lepospondylami niż grupami tradycyjnie zaliczanymi do antrakozaurów. Lepospondyle to jedna z dwóch grup czworonogów (obok temnospondyli), od których może pochodzić klad Lissamphibia (obejmujący wszystkie współcześnie żyjące płazy); tym samym od pozycji filogenetycznej Lissamphibia w obrębie czworonogów zależy to, czy grupy tradycyjnie zaliczane do antrakozaurów należą do grupy koronnej czworonogów. Z niektórych analiz wynika przynależność Lissamphibia do temnospondyli i tym samym bliższe pokrewieństwo owodniowców z „antrakozaurami” niż z Lissamphibia, lub też – przy założeniu difiletyzmu Lissamphibia (przynależności obejmującego płazy ogoniaste i bezogonowe kladu Batrachia do temnospondyli, a płazów beznogich do lepospondyli) – bliższe pokrewieństwo owodniowców z płazami beznogimi niż z „antrakozaurami”, a jednocześnie ich bliższe pokrewieństwo z „antrakozaurami” niż z Batrachia. Inne analizy kladystyczne sugerują jednak, że Lissamphibia są monofiletyczne i należą do lepospondyli; tym samym owodniowce i diadektomorfy byłyby bliżej spokrewnione z Lissamphibia niż z „antrakozaurami” (a co za tym idzie, Embolomeri, Gephyrostegidae i Seymouriamorpha byłyby bazalnymi czworonogami nie należącymi do grupy koronnej czworonogów). Z analiz Pawley (2006) wynika, że „antrakozaury” były grupą polifiletyczną i że żadna z zaliczanych do nich grup nie należała do grupy koronnej czworonogów; według tych analiz Seymouriamorpha były taksonem siostrzanym do kladu obejmującego lepospondyle (prawdopodobnie obejmujące Lissamphibia), diadektomorfy i owodniowce, zaś antrakozaury w węższym rozumieniu (Embolomeri i Gephyrostegidae) były siostrzane do kladu obejmującego owodniowce, diadektomorfy, lepospondyle, Seymouriamorpha i temnospondyle.
Część autorów podjęła próbę przedefiniowania antrakozaurów, tak aby stały się one grupą monofiletyczną. Gauthier, Kluge i Rowe (1988) zdefiniowali Anthracosauria jako klad obejmujący owodniowce i wszystkie czworonogi bliżej spokrewnione z nimi niż z Amphibia (przy czym autorzy ci definiowali Amphibia jako klad obejmujący współczesne Lissamphibia i wszystkie czworonogi bliżej spokrewnione z nimi niż z owodniowcami). Jeśli grupy Embolomeri, Gephyrostegidae i Seymouriamorpha nie należą do grupy koronnej czworonogów, to przyjęcie tej definicji doprowadzi do sytuacji, w której zwierzęta tradycyjnie zaliczane do antrakozaurów – w tym należąca do Embolomeri rodzina Anthracosauridae z rodzajem Anthracosaurus – nie będą należeć do tak definiowanych Anthracosauria. Z tej przyczyny Laurin (2001) przedefiniował Anthracosauria jako największy (obejmujący najwięcej gatunków) klad, do którego należy gatunek Anthracosaurus russelli, ale do którego nie należy Ascaphus truei. Ze względu na niepewną pozycję filogenetyczną Embolomeri w obrębie czworonogów nie jest pewne, czy do tak definiowanych Anthracosauria należałby też szereg innych grup czworonogów (w tym Gephyrostegidae, Seymouriamorpha, diadektomorfy i owodniowce), czy też obejmowałyby one jedynie Embolomeri.
Do antrakozaurów zaliczano czworonogi prowadzące różny tryb życia. Należący do Embolomeri Proterogyrinus przez niektórych autorów uznawany jest za potrafiącego sprawnie poruszać się zarówno na lądzie, jak i w wodzie, a przez innych za zwierzę spędzające większość życia w wodzie; budowa szkieletu innych przedstawicieli Embolomeri sugeruje, że były one przystosowane do życia w wodzie. Przedstawiciele rodziny Gephyrostegidae oraz należącej do Seymouriamorpha rodziny Seymouriidae byli prawdopodobnie silnie związani ze środowiskiem lądowym (przynajmniej po osiągnięciu dojrzałości), natomiast Kotlassiidae były zwierzętami wodnymi. Znane skamieniałości przedstawicieli rodziny Discosauriscidae dowodzą, że w rozwoju osobniczym czworonogów z grupy Seymouriamorpha występowało stadium larwalne, jak u dzisiejszych płazów; o rozmnażaniu i rozwoju osobniczym innych "antrakozaurów" nie wiadomo nic.